# Panna (ciutat)
Panna és una ciutat de l'Índia i municipalitat de Madhya Pradesh, capital del districte de Panna i antigament del principat de Panna. Està situada a 24° 43′ N, 80° 12′ E / 24.72°N,80.2°E i consta al cens del 2001 amb una població de 45.666 habitants (el 1901 eren 11.346 habitants).
Hi ha diversos temples i palau. El principal d'aquestos és l'anomenat Nou Palau. El temple més destacat és el dedicat a Balram (germà de Krishna) conegut com a Sri Baldeoji, construït per encàrrec del maharajà Rudra Pratap Singh a l'enginyer Manley, i basat en la catedral de Sant Pau. La capella principal és la de Pran Nath del 1795; Pran Nath fundador de la secta dels dhames o prannathis (sincretica musulmana-hindú) hauria arribat a Panna vers 1742.
Originalment fou una població gond fou ocupada al final del segle xiii o començament del segle xiv pels bagheles de Rewah. El 1494 fou atacada per Sikandar Lodi en la seva expedició contra Raja Bhaira de Bhira. El 1563 fou ocupada per Raja Ram Chandra Deo. Al darrer terç del segle xvii va caure en mans de Chhatarsal que en va fer la seva capital el 1675. Fou capital del principat de Panna fins a l'1 de gener de 1950 i capital del districte de Panna (dins Vindhya Pradesh del 1950 al 1956 i dins Madhya Pradesh després del 1956).
A la rodalia hi ha el Parc Nacional de Panna i també famoses mines de diamants que no obstant no produeixen grans exemplars.